# Beautiful Creatures (2013)
Beautiful Creatures (bra: Dezesseis Luas; prt: Criaturas Maravilhosas) é um filme de fantasia e romance estadunidense de 2013 baseado no romance de mesmo nome de Kami Garcia e Margaret Stohl. O filme foi adaptado para o cinema e dirigido por Richard LaGravenese e estrelado por Alden Ehrenreich, Alice Englert, Jeremy Irons, Viola Davis, Emmy Rossum, Thomas Mann e Emma Thompson.

## Elenco
- Alden Ehrenreich como Ethan Lawson Wate
- Alice Englert como Lena Duchannes
- Jeremy Irons como Macon Melchizedek Ravenwood
- Viola Davis como Amarie "Amma" Treadeau
- Emmy Rossum como Ridley Duchannes
- Thomas Mann como Wesley Jefferson "Link" Lincoln
- Emma Thompson como Mavis Lincoln / Sarafine Duchannes
- Margo Martindale como Delphine Duchannes "Tia Del"[5]
- Eileen Atkins como Emmaline Duchannes "Gramma"[6]
- Zoey Deutch como Emily Asher[5]
- Tiffany Boone como Savannah Snow
- Kyle Gallner como Larkin Kent
- Rachel Brosnahan como Genevieve Katherine Duchannes[5]
- Pruitt Taylor Vince como Sr. Lee
- Robin Skye como Sra. Hester
- Randy Redd como Reverendo Stephens
- Lance E. Nichols como Prefeito Snow
- Leslie Castay como Diretor Herbert
- Sam Gilroy como Ethan Carter Wate
- Gwendolyn Mulamba como Sra. Snow
- Cindy Hogan como Sra. Asher

## Produção
Alcon Entertainment comprou os direitos de Beautiful Creatures em 2009, com o diretor Richard LaGravenese assinar logo depois para escrever e dirigir o filme. A escolha do elenco para o filme começou no final de 2011, e em fevereiro de 2012, Viola Davis foi escalada como Amma. Logo depois, Jack O'Connell e Alice Englert foram anunciados para interpretar os personagens principais, Ethan Wate e Lena Duchannes. O'Connell depois desistiu do filme devido a um conflito de agenda, com Alden Ehrenreich assumindo o papel de Ethan. Além disso foi incluído no elenco Emma Thompson como Sarafine e Sra. Lincoln e Jeremy Irons como o tio de Lena, Macon Ravenwood. Sobre a personagem Lena, Englert afirmou que "Lena é como a maioria das meninas quando você se sentir insegura massivamente".
A Filmagem principal foi originalmente programada para começar em 23 de abril de 2012, em Nova Orleans. LaGravenese escolheu para incorporar efeitos especiais práticos juntamente com aqueles baseados em computador para certas cenas, como Emmy Rossum descrito: "Quando entramos no palco e percebi o lustre estava realmente se movendo, as cadeiras chegaram a girar, a mesa chegou a girar... foi tudo muito emocionante." Em 19 de setembro de 2012, o primeiro trailer de Beautiful Creatures foi lançado.
Camille Balsamo interpreta Katherine Duchannes em uma sequência de corte a partir do filme, LaGravenese disse:
Havia uma parte que eu gravo na tela verde onde eu tinha todas essas atrizes interpretando todas as mulheres diferentes Duchannes de diferentes períodos [da Guerra Civil em diante]. E o meu figurinista, Jeffrey Kurland, teve vestidos e pertences, uma foi a partir da virada do século, uma era da década de 20, uma foi a partir dos anos 40, uma era a partir dos anos 60, e elas estavam indo para aparecer no primeiro flashback e no final do filme, e então eu cortá-las. ... Foi apenas uma ideia que não deu certo.

## Distribuição

### Lançamento
A data de lançamento de Beautiful Creatures estava originalmente programada para 13 de fevereiro de 2013, mas a distribuidora Warner Bros. mudou a data para 14 fevereiro de 2013. O filme ainda foi lançado na Suécia no dia 13, um dia antes da data de lançamento norte-americana do filme. O filme teve a sua estreia oficial dos EUA em 11 de fevereiro de 2013 em Nova York.

### Home media
Beautiful Creatures foi lançado em DVD e Blu-ray em 21 de maio de 2013. Em seu primeiro mês de lançamento, o filme vendeu cerca de 428,792 cópias em ambos os formatos Blu-ray e DVD combinados, trazendo uma receita de consumidor $7,377,859. A partir de 16 de junho de 2013, o filme já arrecadou um valor estimado $10,054,331 em vendas de DVD e Blu-ray.

## Recepção

### Bilheteria
O filme arrecadou $10,124,912 durante sua semana de estréia (incluindo sua data de lançamento na quinta-feira), abaixo do desempenho com base em expectativas de mídia.
Enquanto o filme foi considerado um fracasso a nível nacional, apenas bilheteria $19,452,138 até o final de sua temporada no cinema nacional norte-americana (contra um orçamento de produção de $60 milhões) fez melhor a nível internacional, onde já arrecadou $40,600,000. A partir de 21 de abril de 2013, o filme já arrecadou um total mundial de $60,052,138, apenas recuperar seu orçamento de produção, tornando-se uma perda.

### Resposta da crítica
O filme tem recebido críticas média dos críticos; ele tem uma classificação de 46% no Rotten Tomatoes, baseado em 169 comentários, com o consenso do site afirmando: "Charmosos protagonistas românticos e estimado elenco de apoio de lado, Beautiful Creatures é uma laboriosa nova adaptação de literatura juvenil que se sente enfraquecida para o conjunto de Crepúsculo". No Metacritic, o filme recebeu uma pontuação de 52% com base em 40 comentários, indicando críticas mistas ou médias.